# Hishoku no Sora
"Hishoku no Sora" (緋色の空? lett. "Cielo di color scarlatto") è il secondo singolo della cantante J-pop Mami Kawada. Il brano omonimo contenuto in esso è stato utilizzato come prima sigla di apertura della prima stagione dell'anime Shakugan no Shana. Questo singolo è arrivato all'undicesima posizione nella classifica Oricon e ha venduto 16,503 copie nella sua prima settimana di vendita. È rimasto nella classifica settimanale Oricon per 18 settimane e ha venduto un totale di 36,661 copie complessive.
Il singolo è stato distribuito in edizione CD+DVD limitata (GNCA-0019) e in edizione regolare con il solo CD (GNCA-0020). Il DVD contiene il video promozionale per Hishoku no Sora.

## Accoglienza
Il singolo ha raggiunto l'undicesima posizione nella Classifica settimanale dei singoli di Oricon ed è rimasto in tale classifica per 18 settimane.

## Lista tracce
1. Hishoku no Sora (緋色の空?) - 4:15
Testi: Mami Kawada
Composizione/Arrangiamento di: Tomoyuki Nakazawa
2. Another Planet - 5:50
Testi: Mami Kawada
Composizione/Arrangiamento di: Tomoyuki Nakazawa
3. another planet ~twilight~ - 4:01
Testi: Mami Kawada
Composizione: Tomoyuki Nakazawa
Arrangiamento: Maiko Iuchi
4. Hishoku no Sora (instrumental) (緋色の空?) - 4:14
5. another planet (instrumental) - 5:49